# Jihozápad
Jihozápad (zkratka JZ nebo anglicky SW) je jeden z vedlejších směrů na kompasu. Leží mezi jihem a západem, tj. odpovídá azimutu 225°. Na opačné straně je severovýchod. 

## Jihojihozápad
Jihojihozápad (zkratka JJZ nebo anglicky SSW) je dalším z vedlejších směrů na kompasu. Leží mezi jihozápadem a jihem, tj. odpovídá azimutu 202,5°. Na opačné straně je severoseverovýchod. 

## Západojihozápad
Západojihozápad (zkratka ZJZ nebo anglicky WSW) je dalším z vedlejších směrů na kompasu. Leží mezi jihozápadem a západem, tj. odpovídá azimutu 247,5°. Na opačné straně je východoseverovýchod. 